# 萬培因
萬培因（1836年—？），字蓮初，福建省建寧府崇安縣（今福建省崇安縣）人，清朝政治人物、同進士出身。
咸豐五年，鄉試中舉；咸豐九年，登進士三甲十九名進士。光緒二年，任禮部主客司主事，光緒三年，任會試副提調、禮部祠祭司員外郎，次年任山西道監察御史。光緒九年，任吏科給事中。光緒十年，任直隸天津道。光緒十五年，任直隸永定河道。光緒二十一年，任直隸大順廣道。后任長蘆鹽運使。光緒二十五年，任四川按察使。